# Publius Cornelius Dolabella (consul en -44)
Publius Cornelius Dolabella (né en 70 av. J.-C. et décédé en 43 av. J.-C.) est un homme politique de la fin de la République romaine. Gendre de Cicéron, il est consul suffect en 44 av. J.-C. aux côtés de Marc Antoine après l'assassinat de Jules César.

## Famille
Issu de l'illustre gens Cornelia, de la branche patricienne des Dolabella, il est le fils de Publius Cornelius Dolabella, préteur en 69 av. J.-C.
Il est issu de la « jeunesse dorée de Rome », à l'instar de Marc Antoine, Clodius Pulcher ou Curion.
Marié deux fois, d'abord à Fabia puis, après un divorce, il épouse en l'an 50 av. J.-C. Tullia, fille de Cicéron, qui est plus âgée que lui. Cicéron préparait un troisième mariage pour sa fille lorsque celle-ci décide d'épouser Dolabella. De cette union naissent deux enfants dont le premier, né le 17 mai 49 av. J.-C., meurt dans sa première année. Toutefois, Dolabella reste volage et dilapide la dot de son épouse. Tullia et Dollabella divorcent donc en octobre ou novembre 46 av. J.-C.,.

## Biographie

### Ses débuts
Il naît en 70 av. J.-C.
En 50 av. J.-C., il accuse Appius Claudius Pulcher, consul en 54 av. J.-C., d'avoir attenté à la souveraineté du peuple romain. Pendant le procès, son épouse Fabia le quitte, apprenant ses manœuvres pour épouser Tullia. Il espérait ainsi que l'orateur ne défendrait pas Appius. Celui-ci sera acquitté lors de son procès.
En 51 av. J.-C., il se fait élire au collège des Quindecemviri sacris faciundis, face à Lucius Cornelius Lentulus Crus.

### Partisan de César
En 49 av. J.-C., criblé de dettes, il rejoint le camp de César. Il commande la flotte de l'Adriatique, mais il est incapable de la moindre action de conséquence et il est chassé de Dalmatie par Marcus Octavius et Lucius Scribonius Libo, deux généraux pompéiens, qui capturent alors Caius Antonius, frère d'Antoine, piégé sur une île dalmate,. Il prend part à la bataille de Pharsale et retourne ensuite à Rome, espérant des remerciements financiers de la part de César, ou des proscriptions (comme celles de Sylla), en vain.
Il est élu tribun de la plèbe pour l'année 47 av. J.-C. Il tente de faire passer une loi sur l'abolition des dettes et la remise des loyers en dépit d'un décret du Sénat consacrant un statu quo jusqu'au retour de César, ce dernier n'ayant jamais envisagé d'annuler purement et simplement les dettes. Certains de ses collègues s'opposent violemment à la loi et la situation dégénère en émeutes. Marc Antoine, alors maître de cavalerie de César et premier magistrat à Rome en l’absence du dictateur, s'oppose à lui et le jour du vote, une émeute tourne au bain de sang où Dolabella manque de peu d'être tué,. De plus, Antonia Hybrida Minor, épouse d'Antoine, aurait eu une liaison avec Dolabella, ce qui provoquerait le divorce du couple. La paix ne revient qu'à l'automne, au retour de César.
Le dictateur juge prudent de ne pas punir Dolabella et l'emmène avec lui en Afrique, puis en Hispanie. Il participe aux batailles de Thapsus et de Munda, où il est blessé.
César lui promet alors le consulat à son retour à Rome, avant de changer d'avis et de se faire nommer consul unique. Il lui promet ensuite le consulat suffect, dès son départ pour l'Orient. Le jour de sa nomination, Antoine, qui est aussi augure, invoque des signes défavorables.

### Son consulatsuffect
Aux Ides de mars 44 av. J.-C., Dolabella s'empare de manière anticipée des faisceaux et des insignes consulaires qui lui étaient promis,. Il fait mine d'approuver le meurtre de César et se joint aux tyrannicides. Il obtient d'eux le consulat laissé vacant par la mort du dictateur, à seulement vingt-six ans. Antoine est contraint de l'accepter comme collègue,.
Antoine fait confirmer par le peuple les actes de César et fait abolir la dictature. Il fait aussi ratifier un grand nombre de projets de loi qu'il déclare avoir trouvé dans les papiers de César. Cela lui assure une belle popularité. Entre autres, avec Dolabella, il fait bénéficier aux citoyens pauvres des distributions de terres, il fait prévoir une troisième catégorie de juges aux tribunaux qui doivent être recrutés parmi les centurions et permet aux condamnés pour emploi de la force, lèse-majesté, falsifications et faux témoignages de faire appel au peuple. Sous le nom de César, il fait rappeler des exilés et concède la citoyenneté romaine aux Siciliens.
Dolabella se voit accorder la province de Syrie pour l'année suivante, avec le commandement de la guerre contre les Parthes.

### Sa fin
Avant de rejoindre la Syrie (détenue par Cassius), il passe par la Grèce, la Macédoine, la Thrace et l'Asie, qu'il pille. Caius Trebonius, un tyrannicide, lui ferme les portes de Smyrne, mais lui envoie des provisions. Dolabella lui tend alors un piège et le fait exécuter. Il livre ensuite la ville au pillage,,,. Quand ses exactions sont connues à Rome, le Sénat le déclare ennemi public. Au même moment, Cassius marche sur l'Asie, à la rencontre de Dolabella,,,.
Après quelques batailles, Dolabella se retrouve enfermé dans Laodicée, en Cilicie, et demande à l'un de ses soldats de lui donner la mort pour ne pas tomber aux mains de ses ennemis,,,. Il avait vingt-sept ans.

## Anecdote
Dolabella était très petit. Macrobe rapporte que Cicéron, le voyant un jour ceint d'une épée fort longue, dit plaisamment : « Qui donc a attaché mon gendre à cette épée ? ».